# Tour de Flandes 1981
El Tour de Flandes 1981 va ser la 65a edició del Tour de Flandes. La cursa es disputà el 5 d'abril de 1981, amb inici a Sint-Niklaas i final a Meerbeke després d'un recorregut de 267 quilòmetres. El neerlandès Hennie Kuiper s'imposà per davant dels seus compatriotes Frits Pirard i Jan Raas.

## Classificació final
|    | Ciclista                     | Equip                          | Temps      |
| -- | ---------------------------- | ------------------------------ | ---------- |
| 1  | Hennie Kuiper (NED)          | Daf Trucks-Cote d'Or-Gazelle   | 6h 32' 37" |
| 2  | Frits Pirard (NED)           | Boule d'Or-Sunair-Colnago      | +1' 03"    |
| 3  | Jan Raas (NED)               | TI-Raleigh-Creda               | +1' 06"    |
| 4  | Jacques Bossis (FRA)         | Peugeot-Esso-Michelin          | m. t.      |
| 5  | Jean-Luc Vandenbroucke (BEL) | La Redoute-Motobecane          | m. t.      |
| 6  | Roger De Vlaeminck (BEL)     | Daf Trucks-Cote d'Or-Gazelle   | +1' 13"    |
| 7  | Fons De Wolf (BEL)           | Vermeer Thijs-Mimo Salons-Gios | m. t.      |
| 8  | Sean Kelly (IRL)             | Splendor-Wickes                | m. t.      |
| 9  | Stefan Mutter (SUI)          | Cilo-Aufina                    | m. t.      |
| 10 | Daniel Willems (BEL)         | Capri Sonne-Koga Miyata        | m. t.      |